# Cephalodella rotunda
Cephalodella rotunda är en hjuldjursart som beskrevs av Wulfert 1937. Cephalodella rotunda ingår i släktet Cephalodella och familjen Notommatidae.

## Underarter
Arten delas in i följande underarter:
- C. r. bryophila
- C. r. rotunda